# Bizzozero
Bizzòzero (Biggioeugiar in dialetto varesotto) è un rione della città di Varese. Antico borgo rurale di origine celtica, fu comune autonomo sino al 1927, quando fu accorpato a Varese in seguito alla elevazione della città bosina a capoluogo dell'omonima provincia.

## Storia

### Epoca preromana
L'origine del toponimo attuale va associata alla nobile famiglia Bizzozero, originaria del posto e tenutaria del castello sulla valle del fiume Olona.
Per alcuni studiosi (Grammatica e Roccato) l'origine etimologica del termine "Bizzozero" riporta ai Galli Insubri: "Bizzozero, pronunciato in dialetto BYGIOGIAR, può indicare un insieme di baite galliche con annessa una chiesa. Le baite hanno origine circa nel III secolo a.C., dislocate in recinti (by); la igegia (chiesa) è proprio nel centro di questi recinti in terrapieni e nel confluire di tre antichissime strade". Tali asserzioni hanno un fondamento dovuto a scoperte di tipo archeologico; nel 1881, in un campo detto "Opagn" furono trovati i resti di una tomba gallica contenente un vasetto a forma di munera, un'ampolla, un collare, tre braccialetti di bronzo ed altri due di pietra micacea. La preziosità di tali oggetti farebbe supporre che la persona ivi cremata fosse di elevato rango. Lo stanziamento dei galli insubri è stato confermato anche dal successivo ritrovamento in un campo vicino di un'altra tomba in pietra con la presenza di vasi.

### Epoca romana
Nel II secolo a.C., conquistando il territorio varesino, i Romani si insediarono anche a Bizzozero, lasciando successivamente numerose tracce della loro duratura permanenza. In primo luogo vanno ricordate le due lapidi ritrovate nel XVIII secolo dal Sormanni, prefetto della Biblioteca Ambrosiana di Milano: di queste la più interessante è quella rinvenuta nei pressi della chiesa di Santo Stefano e che nella traduzione interpretata dal latino recitava: "Tertullo figlio di Censorino coi suoi scioglie il voto al dio Silvano". Particolare rilevanza assume il richiamo al culto del dio delle selve, in quanto confermerebbe storicamente la presenza di un delubro pagano nella zona ove sorge la chiesa di Santo Stefano. Secondo un'antica tradizione la località che circonda la chiesa e l'annesso cimitero prendeva il nome di "Luco", derivante dal verbo latino "lucere", col quale si solevano indicare i fuochi accesi per i sacrifici in onore del dio protettore delle selve. Il sito appartato, boscoso, misterioso, e, nel contempo, posto nelle vicinanze di un fiume, era l'ideale per la localizzazione di un tale culto. Ancora oggi la strada che collega Bizzozero a Schianno si denomina proprio via Piana di Luco. Da ultimo ricordiamo che durante i recenti lavori di restauro in Santo Stefano l'architetto Ravasi ha scoperto e rilevato in pianta, poco distante dalla torre campanaria, una tomba di epoca romana: con un fondo in tegole romane e i fianchi foderati con pietre e mattoni simili, la tomba conteneva due scheletri con le teste appoggiate ai mattoni, nonché due fibbie dell'epoca.
Ulteriore testimonianza della presenza romana è data dallo sviluppo della rete viaria: la strada che da Milano raggiungeva il Passo del Lucomagno e la Rezia, passava attraverso Bizzozero. Questo tipo di strade consolari rappresentava sia un efficace mezzo di difesa e di comunicazione, sia il simbolo evidente dell'unità dell'Impero. In tal modo Bizzozero diventò il passaggio obbligatorio di carovane militari e soldati, oltre che di commercianti, pellegrini, sede di presidio militare con compiti di vigilanza.

### Medioevo ed età contemporanea

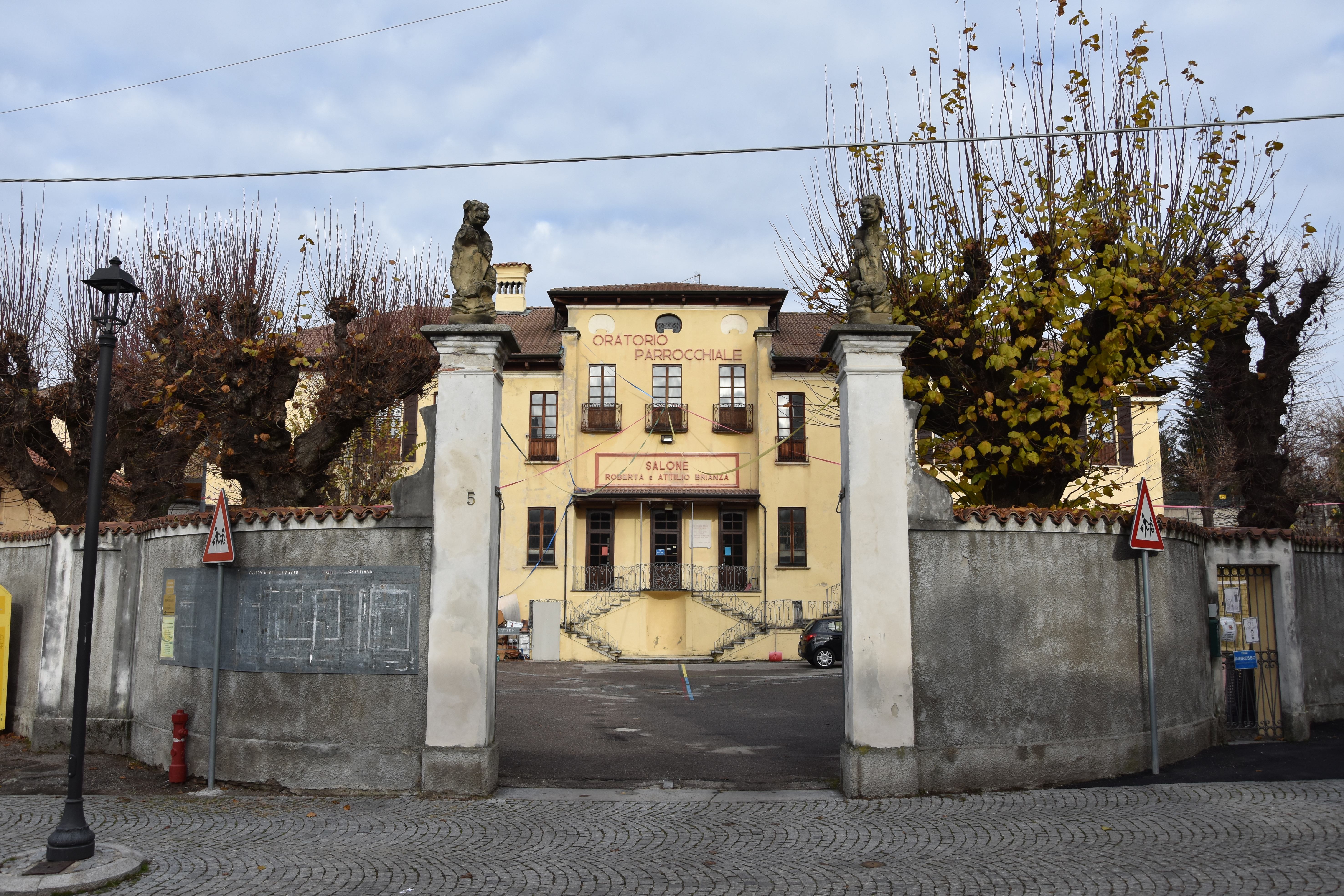
L'oratorio parrocchiale

Risalgono invece al X secolo i primi documenti che riportano il nome di Bizzozero, mentre sono di qualche secolo antecedenti le fondamenta della chiesa di Santo Stefano, ora riconosciuta monumento nazionale. Forse a causa di qualche pestilenza, o più probabilmente per ragioni di sicurezza, l'abitato del paese si spostò a più est, sullo sperone che domina la Valle Olona, nei pressi del castello di Bizzozero, in epoca basso medioevale. Fu qui che sorse una nuova chiesa parrocchiale dedicata ai Santi Evasio e Stefano. La parrocchia autonoma, che comprendeva anche la comunità di Gurone sino al XVIII secolo quando la popolazione era di 380 anime, e che in età napoleonica si allargò fino a ricomprendere Gurone, Schianno, Buguggiate e Gazzada, godette anche di autonomia amministrativa fino al 1927, quando il comune di Bizzozero coi suoi 1 537 abitanti fu accorpato al comune di Varese. Il canonico don Luigi Antonetti, parroco dal 1957, scomparso nel 1988, diede vita ad un profondo rinnovamento delle associazioni religiose e di laicato, di accoglienza sociale, di conservazione del patrimonio parrocchiale. Alla sua iniziativa sono dovute,tra l'altro, il completo restauro degli oratori, la decorazione pittorica della chiesa di San Evasio ad opera dei fratelli Monzio Compagnoni, bergamaschi, ultimata nel 1960, il recupero alla fruizione dell'arte e all'esercizio religioso della'antichissima chiesa di Santo Stefano, presso il cimitero.

## Monumenti e luoghi d'interesse

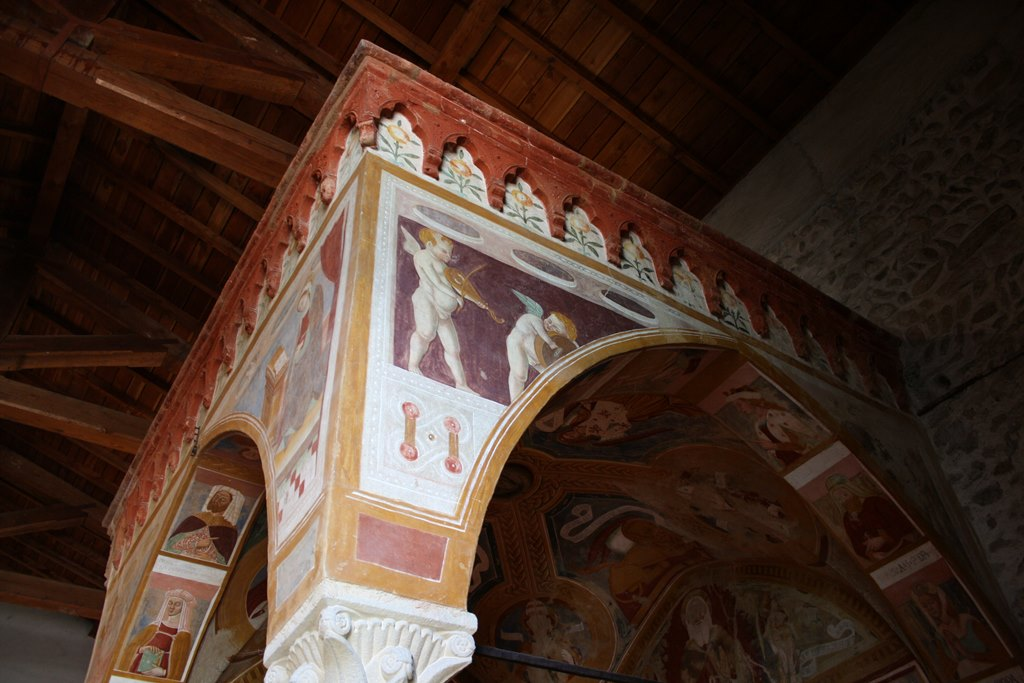
Il ciborio in Santo Stefano

- Chiesa di Santo Stefano - monumento nazionale - un autentico gioiello architettonico, ricco di testimonianze dell'arte pittorica romanica, dei secoli XV e XVI.

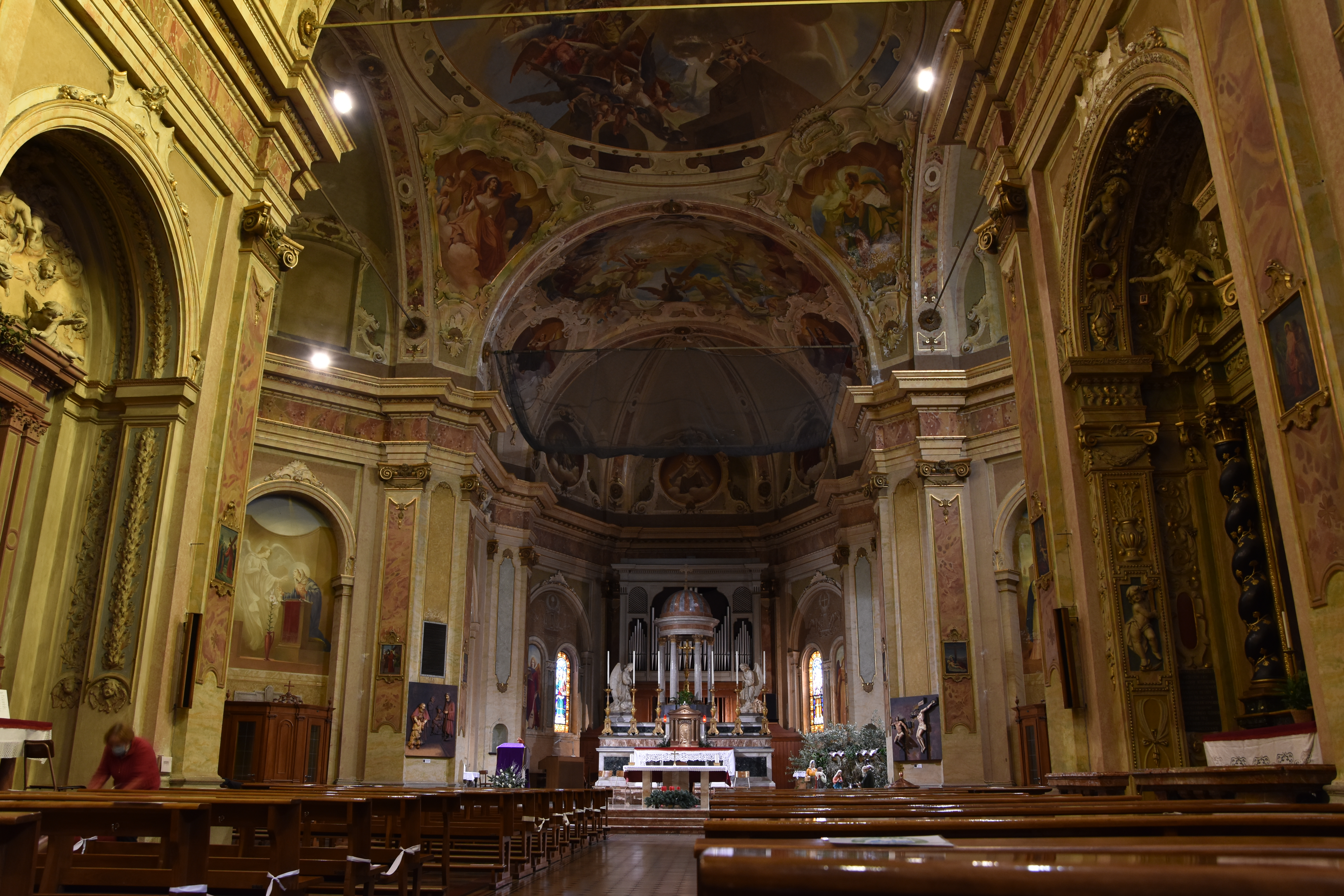
Interno della chiesa dei Santi Martiri Evasio e Stefano

- La chiesa parrocchiale di Sant'Evasio è assai antica, già registrata dal Bussero: "In plebe uarixio loco Bexozano est ecclesia sancti euaxii martiris", ma della primitiva costruzione nulla rimane. Verso la fine del Seicento venne ricostruita e nel 1911 si terminò un ardito ampliamento, dovuto all'architetto don Enrico Locatelli, verso la Valle Olona, ad opera del parroco don Antonio Canziani che curò personalmente l'esecuzione dei lavori, arretrando l'abside grazie all'edificazione di imponenti bastioni che ancora oggi sono ben visibili dalla sottostante vallata. Il campanile venne costruito nel 1844 e nel 1848 furono collocate le campane. Una di queste porta la seguente iscrizione: "nata la libertà / nacqui ancor io ad echeggiar / w l'Italia e Pio / vigente il governo provvisorio 1848". Recenti studi del prof. Renzo Talamona stanno finalmente chiarendo le motivazioni della dedica della parrocchiale a Sant'Evasio, al punto che la presenza emblematica a Bizzozero di Evasio santo dell'VIII secolo, martirizzato a Sedula, l'attuale Casale Monferrato, lascia forse meno isolata la prima testimonianza scritta sul paese, contemporanea alle vicende del Santo, la cui devozione è sempre rimasta per lo più circoscritta alla terra piemontese. "Concediamo a quel santo e venerabile luogo tutti quei carpentieri che il predetto luogo si riconosce, tramite il testo di un diploma, aver posseduto fin dal tempo del nostro antesessore Liutprando sia nella valle che si dice Antelamo (Valle d'Intelvi) sia quelli che sono nel villaggio di Besogolo (Bizzozero)" così traduce ed interpreta il Talamona il testo del documento con cui i re Franchi Ugo e Lotario concedono al Monastero di San Pietro in Ciel d'Oro di Pavia di avvalersi di carpentieri residenti in Val d'Intelvi e Bizzozero, rinnovando una concessione fatta due secoli prima dal re longobardo. L'antichità di tale documento ha sempre assunto una notevole importanza, sia per l'attestazione del nome che come riflesso della mobilità della forza lavoro nell'ambito del regno longobardo, che vede moltiplicarsi, prima della rovina ad opera dei Franchi, scambi di ogni natura tra il Seprio, di cui Bizzozero faceva parte, e Pavia, capitale del regno. Una delle ipotesi altamente prese in considerazione è la devozione delle stesse maestranze di ritorno da Pavia verso il Santo martirizzato: la Chiesa locale si affidò così alla protezione spirituale di Evasio.

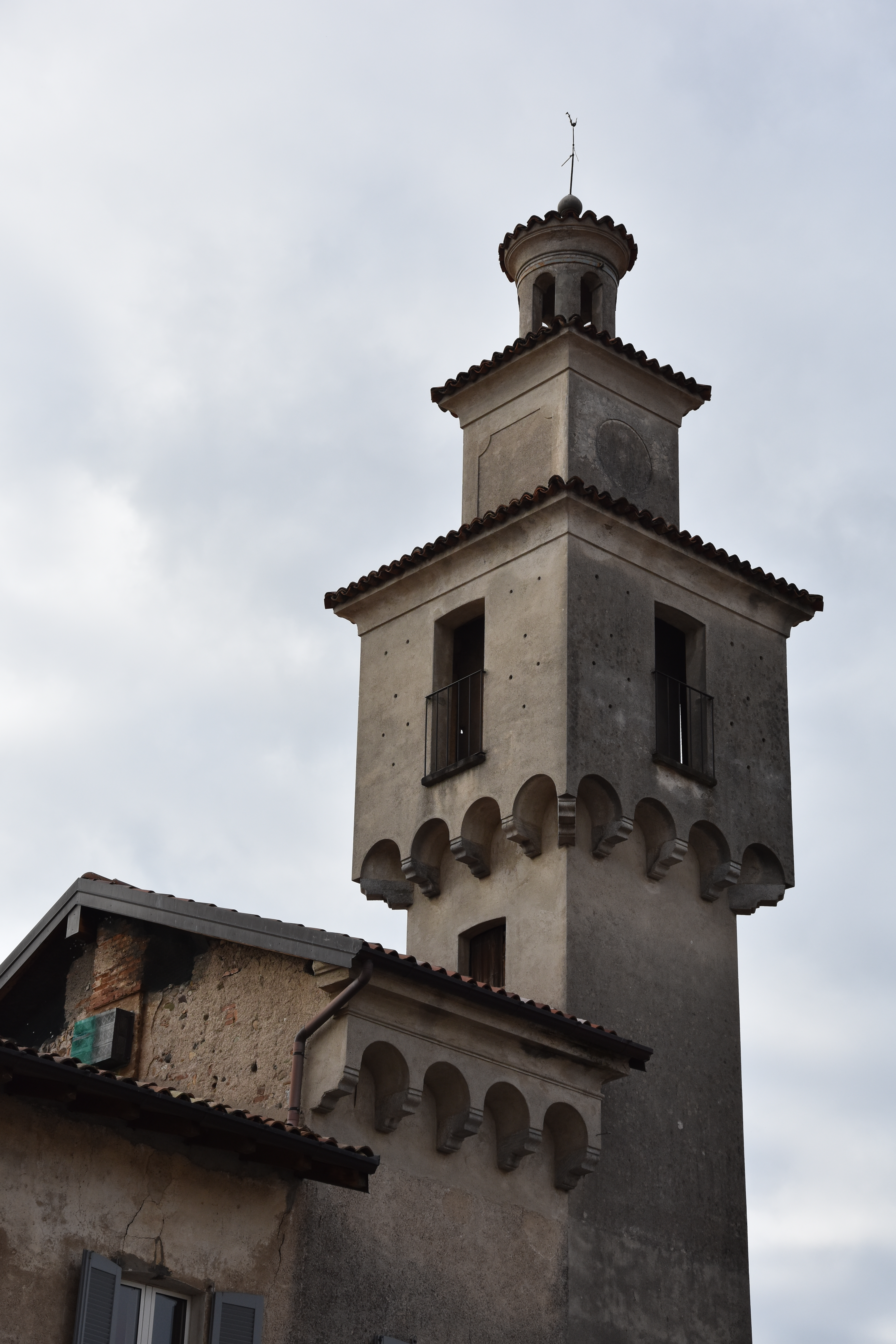
La torretta di Bizzozero

- La torretta di Bizzozero: l'originale manufatto che caratterizza il borgo potrebbe risalire al Regno longobardo, mentre nel suo attuale aspetto è comunemente attribuita al Cinquecento.
- Altri edifici degni di menzione sono il castello di Bizzozero, profondamente rimaneggiato ad inizio Novecento.
- La chiesa di Santa Maria Maddalena, che giurisdizionalmente apparteneva con il quartiere circostante alla Parrocchia dei SS. MM. Evasio e Stefano, prima di passare, dopo che fu creata per scorporo dalla prima, nei limiti della nuova parrocchia di San Carlo, negli anni sessanta del XX secolo, ospita il più importante ed unico quadro, attribuito a Francesco del Cairo (1598-1674) ritrae Cristo risorto che appare alla Santa in penitenza. La chiesa, prima di pervenire alla proprietà Ambrosini, apparteneva a due fratelli, pittori varesini di nascita, ma normalmente residenti a Milano, Giovanni Battista e Gerolamo Grandi. Proprio a loro è dovuta la dotazione della grande tela e pala d'altare, oltre pitture di loro creazione, un tempo a decoro delle pareti. I fratelli pittori, morti nell'anno 1718, costituirono una dote per una cappellania, per la celebrazione della Messa; dote che si conservò a lungo, fino alle leggi di Napoleone I, che soppressero i beni ecclesiastici.

La chiesa "della Maddalena" è ancora oggi il cuore di un antico quartiere, che fino a qualche decennio fa respirava l'aria di una comunità prevalentemente agricola. Accanto alla chiesa esiste un importante fabbricato, già di proprietà delle sorelle Ambrosini, custodi della tradizione religiosa del sito. All'interno esiste un vecchio camino barocco, gli alti soffitti sono testimonianza di una nobiltà abitativa, in netto contrasto con il quadrilatero di case, quasi un blocco unico, intorno al cortile, prevalentemente abitazioni rustiche di un ceto rurale. Sulla facciata di uno degli edifici è stata recentemente recuperata una grande meridiana. Al limite ovest del cortile furono rimessi in luce dopo sapienti restauri affreschi del 1400, apparentemente riconducibili alla Bottega di Galdino da Varese. Fino agli anni cinquanta del XX secolo le "Cascine della Maddalena" rappresentavano un modello, in scala ridotta, delle condizioni socio economiche e religiose del tempo; pochi nuclei familiari: due rami della famiglia Vedani, i Nicora, i Rossi, gli Ambrosini, suddivisi in tre ceppi, i Mai.
- La posa della prima pietra della chiesa parrocchiale di San Carlo avvenne durante il mandato dell'allora arcivescovo di Milano cardinale Giovanni Battista Montini, futuro papa Paolo VI. Nel 1960 egli benedisse la prima pietra della chiesa, istituendo la parrocchia con decreto arcivescovile in data 4 novembre 1961. Il territorio assegnato è stato ricavato dalle confinanti parrocchie di Giubiano, (all'altezza di via Guicciardini), Bosto, e soprattutto Bizzozero (inizialmente il confine fu fissato si via Santa Maria Maddalena, per poi essere spostato sino a via F.lli De Grandi determinando il passaggio delle "Cascine della Maddalena" e della chiesa di Santa Maria Maddalena, alla nuova parrocchia). La benedizione rituale di mons. Francesco Rossi di fatto aprì la chiesa di San Carlo ai fedeli l'8 dicembre 1961. La solenne consacrazione si compì il 16 gennaio 1966 da parte del successore di Montini, il cardinale Giovanni Colombo. Primo parroco fu nominato don Gianni Brambilla. La chiesa fu costruita sul viale Luigi Borri negli anni 1960-1961 su disegno e progetto dell'architetto Stefano Lo Biacco di Milano coadiuvato dall'architetto Giorgio Clerici di Cavenago. La struttura architettonica rispecchia le tendenze dell'arte moderna. È a pianta circolare con la copertura che è simile ad una grande tenda che vuole essere il simbolo della tenda di Dio in mezzo agli uomini ed espressione del popolo nuovo in cammino verso la Patria celeste. La chiesa è uno degli esempi più significativi di questa corrente dell'architettura moderna: è stata citata in mostre di architettura religiosa. L'interno, ampio e luminoso, può contenere fino a 800 fedeli. La pala, quadro più importante nella chiesa, raffigura San Carlo innalzato dagli angeli sull'altare e viene attribuita al pittore milanese Andrea Bianchi, detto il Vespino, appartenente alla Scuola del Morazzone. L'opera fu realizzata agli inizi del Seicento e fu donata dall'avv. Franco Marzoli, mentre il restauro conservativo fu operato dal prof. Mario Rossi. Sul piazzale esterno della chiesa si può ammirare la statua di San Carlo Borromeo, opera dello scultore Campagna di Viggiù, benedetta il giorno della sua inaugurazione da mons. Bernardo Citterio il 4 novembre 1982.

## Società

### Istituzioni, enti e associazioni[2]
- Parrocchia dei Santi Martiri Evasio e Stefano (fondata ab antiquo)
- Parrocchia di San Carlo (fondata nel 1961)
- Circolobizzozero (già Società di Mutuo Soccorso fra gli Operai e gli Agricoltori di Bizzozero, fondato nel 1877)
- Club Bizzozero (fondato nel 1976)
- Amici di Bizzozero (fondata nel 2017)
- Pallacanestro Bizzozero (fondata negli anni '70 del Novecento)
- Società Sportiva Bizzozero (con la squadra di pallavolo Rosa Grigi Bizzozero - fondata nei primi anni '90 del secolo scorso)
- BIZZOZERO.NET portale Internet e quotidiano digitale (attivo dal 2002 registrato in tribunale nel 2015)

## Economia
- La dimensione economica di Bizzozero è stata fortemente condizionata dalla presenza della Bassani Ticino, importante gruppo industriale metalmeccanico specializzato nella produzione di interruttori elettrici, sorto nel 1936 ed oggi parte della multinazionale francese Legrand.
- Esisteva anche un'importante componente industriale, rappresentata dalla Carrozzeria Ambrosini e Botta, sorta ai primi decenni del Novecento che assorbiva più di un centinaio di maestranze, risultante requisita dai tedeschi nel corso della seconda guerra mondiale, che portò ad una conversione in senso militare della produzione, che era prevalentemente di autobus.
- Si segnala anche un'azienda, la Vedani, nota per la distillazione della grappa.
- Ai margini del quartiere esisteva, prima della Bassani, anche la Carrozzeria Minonzio, altra nota azienda specializzata nella creazione di autocarri negozio, successivamente trasferitasi presso Lozza.

## Infrastrutture e trasporti
Fra il 1907 e il 1950 Bizzozero ospitò un capolinea della rete tranviaria di Varese, che sorgeva in posizione centrale rispetto alla frazione.
A poche centinaia di metri sorgeva la stazione di Bizzozero-Gurone, attivata nel 1915, posto lungo la ferrovia di Valmorea; privata del traffico passeggeri nel 1938, fu soppressa definitivamente l'anno successivo.
Bizzozero ospita attualmente il Campus universitario dell'Università degli Studi dell'Insubria.